# Léo et Popi
Léo et Popi ist eine Serie von kurzen Bildergeschichten für kleine Kinder. Die beiden Hauptfiguren – der zweijährige Léo und sein Plüschaffe Popi – stammen von der britischen Autorin und Illustratorin Helen Oxenbury. Ihre Abenteuer wurden ab 1980 von Marie-Agnès Gaudrat-Pourcel für das französische Kinder-Magazin Popi der Verlagsgruppe Bayard Presse adaptiert und dort unter dem Titel Les histoires de Léo et Popi veröffentlicht. Ab 1988 wurden die Geschichten auch als englischsprachige Bilderbücher beim Verlag Walker unter dem Titel Tom and Pippo herausgegeben.

## Inhalt
Léo ist ein zweijähriger Junge, der seinen Plüschaffen Popi überallhin mitnimmt. Der Affe wird in Léos Fantasie lebendig: Er füttert ihn, teilt alles mit ihm, spielt mit ihm, spricht mit ihm und beachtet seine Antworten. Die Geschichten handeln von alltäglichen Themen, die in der Welt kleiner Kinder von Bedeutung sind: Zu Bett gehen, einkaufen, ein Besuch im Zoo, baden, Töpfchen gehen, im Garten spielen, mit Oma spazieren gehen, ein Besuch beim Doktor, der Kindergarten, Weihnachten, ein Tag am Strand oder eine Geburtstagsparty.

## Rezeption
Marine Ganofsky schreibt in ihrer Rezension: „Léo et Popi sind seit Jahrzehnten beliebt. Die Reihe wurde von Eltern und Experten für ihren hohen pädagogischen Wert und die schönen Geschichten gepriesen, die im Übergangsbereich zwischen Realität und Fantasiewelt eines zweijährigen Jungen spielen. […] Helen Oxenburys Pastellzeichnungen sind sehr weich und sehr rund. Die Illustrationen kommen ohne Hintergrund aus: Die Zeichnungen sind so einfach, dass man Léo et Popi wie ein Bilderbuch betrachten kann. Dabei werden auf jeder Seite ein oder zwei Details der Geschichte besonders hervorgehoben, zum Beispiel ein Spielzeug, eine Person, eine Stimmung oder ein Tier.“

## Referenzen
Léo et Popi ist in dem literarischen Nachschlagewerk 1001 Kinder- und Jugendbücher – Lies uns, bevor Du erwachsen bist! für die Altersstufe 3+ Jahre enthalten.

## Adaptionen
Die Geschichten von Léo et Popi wurden von 1994 bis 1997 als animierte Fernsehserie mit 104 zweieinhalbminütigen Folgen in fünf Staffeln verfilmt. Die Geschichten aus dem Popi-Magazin wurden außerdem als separate Bilderbücher veröffentlicht.

## Geschichten (Auswahl)
- Léo et Popi sont inséparables
- Léo et Popi font des bêtises
- Léo et Popi et la machine à laver
- Léo et Popi lisent une histoire
- Léo et Popi font les courses
- L'heure du lit
- À la garderie
- Le bain avec papa
- Au jardin
- Chez le docteur
- L'aspirateur
- La promenade avec Mamie
- Popi perdu et retrouvé
- Le goûter
- Le toboggan
- Cache-cache avec papa
- Sur le pot
- À la ferme
- Au parc
- Léo est malade
- En route pour la garderie
- Il faut laver Popi
- Les bottes de Léo
- Au bord de la mer
- Le manège
- La promenade à vélo
- Léo et Popi et le gros chien
- Léo et Popi dans la neige
- Léo et Popi regardent la lune
- Léo et Popi jouent à cache-cache
- Léo et Popi et la petite fille